# Processo de Poisson

Apesar do nome, o "processo de Poisson" não foi descoberto pelo matemático francês Siméon Denis Poisson, e seu caso costuma ser citado como um exemplo da Lei de Stigler. Seu nome deriva no entanto da sua relação com a distribuição de Poisson.

O processo de Poisson, no contexto da probabilidade e da estatística, é um tipo de objeto matemático que lida com a aleatoriedade e que consiste numa série de pontos dispostos no espaço matemático. Esse processo conta com propriedades matemáticas convenientes, fato que o levou a ser frequentemente definido no espaço euclidiano e utilizado como modelo matemático aparentemente para processos aleatórios em várias disciplinas, tais como astronomia, biologia, ecologia, geologia, física, processamento de imagem e telecomunicações.
O processo de Poisson é ainda frequentemente definido na reta real. Na teoria das filas, por exemplo, ele é utilizado para modelar eventos aleatórios, como a chegada de clientes em uma loja, distribuída no tempo. No plano geométrico, o processo de ponto é também conhecido como processo de Poisson espacial, e também pode representar objetos espalhados, como transmissores em uma rede sem fio, partículas colidindo dentro de um detector, ou mesmo árvores em uma floresta. Nesses cenários, o processo é frequentemente usado em modelos matemáticos e nas áreas afins de processos de ponto espaciais, geometria estocástica, análise espacial  e da teoria da percolação contínua. No caso de espaços mais abstratos, o processo de ponto de Poisson serve como um objeto de estudo matemático em seu próprio direito.
Em todas as situações, o processo de Poisson tem a propriedade de que cada ponto é estocasticamente independente para todos os outros pontos do processo, e é por isso que às vezes ele é chamado de um processo puramente aleatório. Apesar de sua ampla utilização como um modelo estocástico de fenômenos representáveis através de pontos, a natureza inerente do processo implica que ele não descreve adequadamente os fenômenos em que a interação entre os pontos não é suficientemente forte. Isso tem levado por vezes ao uso excessivo do processo de ponto em modelos matemáticos, e inspirou outros processos de ponto, alguns das quais são construídos através do processo de Poisson, buscando capturar essa interação.
O processo de Poisson recebeu tal nome em referência ao matemático francês Siméon Denis Poisson, uma vez que, se um conjunto de pontos aleatórios num espaço formam um processo de Poisson, então o número de pontos em uma região de tamanho finito está diretamente relacionada com a distribuição de Poisson, muito embora o próprio Poisson nunca tenha estudado o processo em si; os estudos do processo surgiram em diversos contextos posteriores distintos. O processo é definido com um único objeto matemático de valor não-negativo, fato que, dependendo do contexto, pode ser uma constante, uma função integrável ou ainda, em contextos mais gerais, uma medida de Radon. Se tal objeto é uma constante, então o processo resultante é chamado de homogêneo  ou processo de Poisson estacionário. Caso contrário, o parâmetro depende da sua localização no espaço subjacente, o que leva a um processo de Poisson não-homogêneo. Ainda que por vezes referenciado como "processo de ponto de Poisson", a palavra "ponto" é frequentemente omitida, embora existam outros processos de Poisson de objetos, os quais, em vez de pontos, consistem de mais complicado objetos matemáticos tais como linhas e polígonos, e tais processos também podem basear-se no processo de Poisson.

## História

### Distribuição de Poisson
Apesar do nome, o "processo de Poisson" não foi descoberto pelo matemático francês Siméon Denis Poisson, e seu caso costuma ser citado como um exemplo da Lei de Stigler. Seu nome deriva no entanto da sua relação com a distribuição de Poisson, derivado por Poisson como um caso limite do distribuição binomial, que descreve a probabilidade da somatória {\displaystyle \textstyle n} ensaios de Bernoulli, muitas vezes comparado com o número de "caras"(ou "coroas"), após {\displaystyle \textstyle n} com base num jogo de cara ou coroa, no qual a possibilidade de sair um ou outro é {\displaystyle \textstyle p}. Para algumas constantes positivas {\displaystyle \textstyle \Lambda >0}, tais que {\displaystyle \textstyle n} aumenta para o infinito e {\displaystyle \textstyle p} diminui para zero de modo a que o produto {\displaystyle \textstyle np=\Lambda } é fixado, a distribuição de Poisson se aproxima do binômio.  Poisson deriva da distribuição de Poisson, publicada em 1841, pelo exame da distribuição binomial no limite de {\displaystyle \textstyle p} (tende a zero) e {\displaystyle \textstyle n} (ao infinito). Ele só aparece uma vez em toda a obra de Poisson, e o resultado não foi reconhecido em seu tempo, muito embora ao longo dos anos seguintes outras pessoas que usaram a distribuição sem citar Poisson, nomes que incluem Philipp Ludwig von Seidel e Ernst Abbe. A distribuição seria estudada anos depois de Poisson no final do século XIX em uma configuração diferente, Ladislaus Bortkiewicz citou Poisson e usou a distribuição com dados reais para estudar o número de mortes por coices de cavalo no exército prussiano.

### Descoberta
Há uma série de reivindicações para os primeiros usos ou descobertas do processo de Poisson. Foi proposto que o uso mais antigo do processo de Poisson foi feito por John Michell em 1767, uma década antes do nascimento de Poisson. Michell estava interessado na probabilidade de uma estrela estar situada numa determinada região de outra estrela, supondo que as estrelas estavam "espalhados por mero acaso", e estudou um exemplo consistindo de seis estrelas mais brilhantes no Plêiades, sem derivar a distribuição de Poisson. Esse trabalho inspirou Simon Newcomb a estudar o problema e a calcular a distribuição de Poisson como uma aproximação para a distribuição binomial.
No início do século XX o processo de ponto de Poisson surgiria de forma independente, durante o mesmo período, em três situações diferentes. Em 1909, o matemático dinamarquês e engenheiro A.K. Erlang derivada a distribuição de Poisson no desenvolvimento de um modelo matemático para o número telefonemas recebidos num determinado intervalo de tempo finito. Erlang, que não estava ciente do trabalho anterior de Poisson, assumiu que o número de telefonemas que chegam em cada intervalo de tempo era independente um do outro e, em seguida, encontrou o caso limite, que é efetivamente uma reformulação da distribuição de Poisson como um limite do binômio distribuição. Em 1910, os físicos Ernest Rutherford e Hans Geiger, após a realização de um experimento na contagem do número de partículas alfa, publicaram seus resultados no qual o matemático inglês Harry Bateman deriva as probabilidades de Poisson como uma solução para uma família de equações diferenciais, embora Bateman reconheceu que as soluções já tinha sido resolvido por outros. Este trabalho experimental de autoria de Rutherford e Geiger inspirou o físico Norman Campbell, que em 1909 e 1910 publicou dois artigos importantes sobre "thermionic noise", também conhecido como "ruído de disparo", em tubos de vácuo, onde acredita-se que ele teria descoberto de forma independente e usado o processo de Poisson. No trabalho de Campbell, ele também delineou uma forma do teorema de Campbell, um resultado fundamental na teoria de processos de ponto, mas Campbell creditou a prova ao matemático G. H. Hardy. As três descobertas e aplicações do processo de Poisson acima têm motivado algumas pessoas a acreditar que o ano de 1909 deve ser considerado o ano de descoberta do processo de Poisson.

### Primeiras aplicações
Após 1909 houve uma série de estudos e aplicações do processo de Poisson. Contudo, o desenvolvimento dessa história é complexo devido às diferentes aplicações do processo em numerosos campos por biólogos, ecologistas, engenheiros e outros profissionais que trabalham no campo das ciências naturais e física. Os primeiros resultados foram publicados em diferentes idiomas e em diferentes contextos, sem utilizar, entretanto, uma terminologia padronizada. Em 1922, por exemplo, um químico sueco e ganhador do prêmio Nobel chamado Theodor Svedberg propôs um modelo em que um processo de Poisson espacial é um processo subjacente, no intuito de estudar como plantas individuais são distribuídas em comunidades vegetais. Outro exemplo pode ser dado pelos matemáticos que começaram a estudar o processo no início de 1930, e as contribuições importantes foram feitas por Andrei Kolmogorov, William Feller e Aleksandr Khinchin, entre outros. Como aplicação, Kolmogorov usou um processo espacial de Poisson para modelar a formação de cristais em metais. Já no campo da engenharia de teletráfego, contexto no qual vários pioneiros da pesquisa foram dinamarqueses, como Erlang, e suecos, matemáticos e estatísticos estudados e utilizados de Poisson e outros processos de ponto.

### História do termo
O engenheiro sueco Conny Palma, estudou em sua dissertação de 1943 tanto o processo de Poisson quanto outros processos de ponto no cenário unidimensional, examinando-os em termos de suas dependências estatísticas ou estocásticas entre os pontos no tempo. Em sua obra existe o primeiro registro conhecido do termo "processo de ponto" como "Punktprozesse", termo em alemão.
Supõe-se que William Feller, que também popularizou o termo variável aleatória ao invés do termo "chance variável", tirando a sorte com por meio de uma moeda com Joseph Doob, foi o primeiro utilizar na imprensa  termo "processo de Poisson" no ano de 1940. Embora o estatístico sueco Ove Lundberg tenha utilizado o mesmo termo em sua dissertação de doutoramento também em 1940, na qual Feller foi reconhecido como uma influência, afirma-se que Feller cunhou o termo antes de 1940. Observa-se ainda que tanto Feller quanto Lundberg usaram o termo como se fosse algo bem conhecido, o que implica que já estava em uso falada. Feller trabalhou de 1936 a 1939 ao lado matemático sueco e estatístico Harald Cramér na Universidade de Estocolmo, onde Lundberg foi um estudante orientado por Cramér, que não usava o  termo "processo de Poisson" em seu livro, terminado em 1936, mas o fez em edições posteriores, fato que levou à especulação de que o o termo foi cunhado em algum momento entre 1936 e 1939 na Universidade de Estocolmo.

## Visão geral de definições
O processo de ponto de Poisson é um dos processos de ponto mais estudados, tanto no campo da probabilidade quanto em disciplinas mais relativas ao fenômeno do aleatório, devido às suas propriedades convenientes como modelo matemático, bem como ser matematicamente interessante. Dependendo da configuração, tal processo tem várias definições equivalentes, bem como definições de diferentes generalidades devido às suas muitas aplicações e caracterizações. Ele pode ser definido, estudado e utilizado numa dimensão (na linha real) onde pode ser interpretado como um processo de contagem ou parte de um modelo de filas; em dimensões superiores, como o plano onde ele desempenha um papel na geometria estocástica e estatística espacial; ou em espaços matemáticos mais abstratos. Por conseguinte, a notação, a terminologia e o nível de rigor matemático usados para definir e estudar o processo de Poisson e os processos de ponto em geral variam de acordo com o contexto. Apesar de suas diferentes formas e variando generalidade, o processo de ponto de Poisson tem duas propriedades importantes.

### Primeira propriedade: Distribuição do número de pontos
O processo de ponto de Poisson está relacionado com a distribuição de Poisson, o que implica que a probabilidade de uma variável aleatória {\displaystyle \textstyle N} é igual a {\displaystyle \textstyle n} e é dada por:
{\displaystyle P\{N=n\}={\frac {\Lambda ^{n}}{n!}}e^{-\Lambda }}
na qual {\displaystyle \textstyle n!} denota {\displaystyle \textstyle n} fatorial e {\displaystyle \textstyle \Lambda } é o único parâmetro Poisson que é utilizado para definir uma distribuição Poisson. Se um processo de ponto de Poisson em
algum espaço matemática subjacente, chamado de "espaço de estado" ou "espaço de transporte", então, o número de pontos em uma região limitada do espaço será uma variável aleatória de Poisson com um parâmetro cuja forma dependerá da configuração.

### Segunda propriedade: independência total
A segunda propriedade chave é que, para uma coleção de disjuntos e sub-regiões delimitadas do espaço subjacente, o número de pontos em cada sub-região delimitada será totalmente independente de todos os outros. Esta propriedade é conhecida por vários nomes, tais como "completa aleatoriedade", "total independência", ou "espalhamento independente"  e é comum a todos os processos de Poisson. Em outras palavras, há uma ausência de interação entre as diferentes regiões e os pontos em geral, o que motiva o processo de Poisson a ser chamado muitas vezes de um processo aleatório "em partes" ou "completamente".

### Definições distintas
O processo de Poisson é muitas vezes definido na linha real no ambiente homogêneo, e depois estendido para uma configuração mais geral, com mais rigor matemático. Para todas as instâncias do processo de Poisson, as duas propriedades-chave da distribuição de Poisson e completa independência desempenham um papel importante.

### Soma de Variáveis Aleatórias com Distribuição Poisson
Outro resultado importante é a soma de duas varáveis aleatórias independentes entre sí com  {\displaystyle X\sim Poisson(\lambda _{1})} e {\displaystyle Y\sim Poisson(\lambda _{2})}, com {\displaystyle X+Y\sim Poisson(\lambda _{1}+\lambda _{2})}, para chegarmos a esse resultado partimos do resultados que podemos escrevê-lo da seguinte maneira:
{\displaystyle \bigcup _{k=0}^{n}\{X=n,Y=n-k\}} e aplicando probabilidade ao conjunto, obtemos o seguinte resultado {\displaystyle \sum _{k=0}^{n}P(X=n,Y=n-k)=\sum _{k=0}^{n}P(X=n)P(Y=n-k)} e usando a fmp da Poisson teremos que {\displaystyle \sum _{k=0}^{n}{\frac {e^{-\lambda _{1}}\lambda _{1}^{k}}{k!}}{\frac {e^{-\lambda _{2}}\lambda _{2}^{n-k}}{(n-k)!}}=e^{-(\lambda _{1}+\lambda _{2})}{\frac {1}{n!}}\sum _{k=0}^{n}{\binom {n}{k}}\lambda _{1}^{k}\lambda _{2}^{n-k}} como o somatório converge para {\displaystyle (\lambda _{1}+\lambda _{2})^{n}} logo obtemos {\displaystyle {\frac {e^{-(\lambda _{1}+\lambda _{2})}(\lambda _{1}+\lambda _{2})^{n}}{n!}}}.

## Processo Pontual Homogêneo de Poisson
Se um processo de Poisson tem um parâmetro constante, por exemplo, {\displaystyle \textstyle \lambda }, então é chamado de um processo de Poisson homogêneo ou estacionário. O parâmetro, chamado de "taxa" ou "intensidade", está relacionado com o número esperado (ou médio) de pontos existentes em alguma região limitada. De fato, o parâmetro {\displaystyle \textstyle \lambda } pode ser interpretado como o número médio de pontos por alguma unidade de medida, tais como comprimento, área, volume ou tempo, dependendo do espaço matemático subjacente; por isso é chamado às vezes de "densidade média"; a extensão é às vezes chamado de "exposição".

### Definição na linha real
Considerando dois números reais {\displaystyle \textstyle a} e {\displaystyle \textstyle b}, nos quais {\displaystyle \textstyle a\leq b},
e que pode representar pontos no tempo. Denote por {\displaystyle \textstyle N(a,b]} o número aleatório de pontos de um processo de Poisson homogêneo sair com valores superiores a {\displaystyle \textstyle a} mas menores ou iguais a {\displaystyle \textstyle b}, ou em outras palavras, o número de pontos do processo no intervalo {\displaystyle \textstyle (a,b]}. Se os pontos de ou pertencer a um processo de Poisson homogêneo com o parâmetro {\displaystyle \textstyle \lambda >0}, então a probabilidade de {\displaystyle \textstyle n} pontos existentes no intervalo dado {\displaystyle \textstyle (a,b]} é definido por:
{\displaystyle P\{N(a,b]=n\}={\frac {[\lambda (b-a)]^{n}}{n!}}e^{-\lambda (b-a)},}
Em outras palavras, {\displaystyle \textstyle N(a,b]} é uma variável aleatória Poisson com média {\displaystyle \textstyle \lambda (b-a)}. Além disso, o número de pontos em quaisquer dois intervalos disjuntos, por exemplo, {\displaystyle \textstyle (a_{1},b_{1}]} e {\displaystyle \textstyle (a_{2},b_{2}]} são independentes um do outro, e isto estende-se a qualquer número finito de intervalos disjuntos. No contexto da teoria de filas, pode-se considerar um ponto existente (num intervalo) como um "evento", mas com um sentido diferente àquele da mesma palavra caso da probabilidade. Segue que {\displaystyle \textstyle \lambda } é o número esperado de "chegadas" que ocorrem por unidade de tempo, e é às vezes chamado de "parâmetro da taxa".
Para uma definição mais formal de um processo estocástico, tal como um processo de ponto, pode-se usar o teorema de Kolmogorov, que diz essencialmente que um processo estocástico se caracteriza (ou é exclusivamente definido) por sua distribuição de dimensão finita, que nesse contexto dá a probabilidade conjunta de um determinado número de pontos existentes em cada intervalo finito disjuntos. Mais especificamente, tome que {\displaystyle \textstyle N(a_{i},b_{i}]} denota o número de pontos de (um processo de ponto) acontecendo no intervalo semi-aberto {\displaystyle \textstyle (a_{i},b_{i}]}, no qual os números reais {\displaystyle \textstyle a_{i}<b_{i}\leq a_{i+1}}. Então, por algum inteiro positivo {\displaystyle \textstyle k}, o processo homogêneo de Poisson na linha real com parâmetro {\displaystyle \textstyle \lambda >0} é definido com a distribuição de dimensão finita:
{\displaystyle P\{N(a_{i},b_{i}]=n_{i},i=1,\dots ,k\}=\prod _{i=1}^{k}{\frac {[\lambda (b_{i}-a_{i})]^{n_{i}}}{n_{i}!}}e^{-\lambda (b_{i}-a_{i})},}

#### Propriedades-chave
A definição acima tem duas características importantes relacionadas com os processos de Poisson em geral:
- o número de pontos em cada intervalo finito tem uma distribuição de Poisson;
- o número de pontos em intervalos disjuntos são variáveis aleatórias independentes.

Além disso, há uma terceira característica relacionada apenas ao processo de Poisson homogêneo:
- a distribuição de cada intervalo {\displaystyle \textstyle (a+t,b+t]} depende apenas do comprimento do intervalo {\displaystyle \textstyle b-a}.

Em outras palavras, para cada finito {\displaystyle \textstyle t>0}, a variável aleatória {\displaystyle \textstyle N(a+t,b+t]} é independente de {\displaystyle \textstyle t}, e, assim, o processo é um processo estacionário, e por isso às vezes é chamado de "processo de Poisson estacionário".

#### Lei dos grandes números
A quantidade {\displaystyle \textstyle \lambda (b_{i}-a_{i})} pode ser interpretada como uma média do número esperado de pontos que ocorrem no intervalo {\displaystyle \textstyle (a_{i},b_{i}]}, nomeadamente:
{\displaystyle E\{N(a_{i},b_{i}]\}=\lambda (b_{i}-a_{i}),}
no qual {\displaystyle \textstyle E} indica a expectativa do operador. Em outras palavras, o parâmetro {\displaystyle \textstyle \lambda } do processo de Poisson coincide com a  densidade  dos pontos. Além disso, o processo homogêneo de Poisson adere a sua própria forma da lei (forte) dos grandes números. Mais especificamente, com uma probabilidade:
{\displaystyle \lim _{t\rightarrow \infty }{\frac {N(t)}{t}}=\lambda ,}
no qual {\displaystyle \textstyle \lim } denota o limite de uma função.

#### Propriedade sem memória
A distância entre dois pontos consecutivos de um processo de ponto na linha real será uma variável aleatória exponencial com parâmetro {\displaystyle \textstyle \lambda } (ou equivalente, médio {\displaystyle \textstyle 1/\lambda }). Isto implica que os pontos têm uma propriedade sem memória: a existência de um ponto existente num intervalo finito não afeta a probabilidade (distribuição) de outros pontos existentes. Esta propriedade está diretamente relacionada à independência completa do processo de Poisson; no entanto, não tem equivalência natural quando o processo de Poisson é definido em dimensões superiores.

#### Regularidade e simplicidade
Um processo estocástico com incrementos estacionários às vezes é considerado "ordenado", "ordinário"  ou "regular"  se
{\displaystyle P\{N(t,t+\delta ]>1\}=o(\delta ),}
no qual a notação pequena-O é utilizada. Um ponto processo é chamado de "processo de ponto simples" quando a probabilidade de qualquer um de seus dois pontos coincidentes na mesma posição (na subjacente espaço de estado) é zero. Para processos de ponto, em geral, sobre a linha real, a (distribuição de probabilidade) de propriedade de ordem implica que o processo é simples  ou tem a (caminho de amostra) propriedade de "simplicidade", que é o caso para o processo homogêneo de Poisson.

#### Relação com outros processos
Na linha real, o processo de ponto de Poisson é um tipo de tempo-contínuo processo de Markov conhecido como um processo de nascimento-morte (com apenas nascimentos e zero mortes) e é chamado de "puro" ou processo de nascimento "simples". Processos mais complicados no âmbito da propriedade de Markov, como o processo de chegada de Markov, foram definidos onde o processo de Poisson é um caso especial.

#### Interpretação do processo de contagem
O processo de ponto de Poisson homogêneo, quando considerado na meia-linha positiva, é por vezes definido como uma [processo de contagem]], que pode ser denotado como {\displaystyle \textstyle \{N(t),t\geq 0\}}. Um processo de contagem representa o número total de ocorrências ou eventos que aconteceram até um determinado ponto, incluído {\displaystyle \textstyle t}. Um processo de contagem é um Poisson processo de contar com a taxa de {\displaystyle \textstyle \lambda >0} se ele tem as seguintes três propriedades:
- {\displaystyle \textstyle N(0)=0};
- tem incrementos independentes; e
- o número de eventos (ou pontos) num intervalo de comprimento {\displaystyle \textstyle t} é uma variável aleatória de Poisson com parâmetro (ou média) {\displaystyle \textstyle \lambda t}.

A última propriedade implica
{\displaystyle E[N(t)]=\lambda t.}
O processo de contagem de Poisson também pode ser definido indicando que as diferenças de tempo entre eventos desses processo de contagem são variáveis exponenciais com média {\displaystyle \textstyle 1/\lambda }. As diferenças de tempo entre os eventos ou chegadas são conhecidos como "inter-chegadas" ou tempos de inter-ocorrências. Essas duas definições do processo de contagem Poisson concordam com a definição prévia do processo de Poisson.

#### Caracterização Martingale
Na linha real, o processo de Poisson homogêneo tem uma conexão com a teoria de Martingale, através da seguinte caracterização: um processo de ponto é o processo homogêneo de Poisson se e somente se
{\displaystyle N(-\infty ,t]-t,}
for um Martingale.

#### Restrita à meia-linha
Se o processo homogêneo de Poisson é considerado apenas na meia-linha {\displaystyle \textstyle [0,\infty )}, que é muitas vezes o caso quando {\displaystyle \textstyle t} representa o tempo, como se faz para o processo de contagem anterior, então o processo resultante não é verdadeiramente invariante sob tradução. Nesse caso, o processo é não estacionário, de acordo com algumas definições de estacionaridade.

#### Aplicações
Há muitas aplicações do processo homogêneo de Poisson na linha real, numa tentativa de modelar eventos que são aparentemente aleatórios e e que ocorrem de forma independente. Ele tem um papel fundamental na teoria das filas, que é o campo da probabilidade que desenvolve modelos estocásticos adequados para representar a chegada aleatória e de saída de certos fenômenos. Por exemplo, os clientes que chegam a um local e devem ser servidos ou as chamadas telefônicas que chegam a uma central podem ser ambos estudados com técnicas de teoria das filas. No artigo original que propõe o sistema de pagamento on-line conhecido como Bitcoin, apresentou um modelo matemático baseado em um processo homogêneo de Poisson.

#### Generalizações
O processo de contagem de Poisson ou, mais geralmente, o processo homogêneo de Poisson na reta real é considerado um dos mais simples processos estocásticos para a contagem de números aleatórios de pontos. O processo pode ser generalizado de várias maneiras. Uma generalização possível é a de estender a distribuição tempos de "inter-chegadas" a partir da distribuição exponencial para outras distribuições, o que introduz o processo estocástico conhecido como um processo de renovação. Outra generalização é defini-lo em espaços de dimensões superiores, como o plano.

### Processo de ponto espacial Poisson
Um  'processo de Poisson espacial'  é um processo de Poisson definido no plano {\displaystyle \textstyle {\textbf {R}}^{2}}.  Para a sua definição, considere uma região limitada, aberta ou fechada (ou mais precisamente, mensurável Borel) {\displaystyle \textstyle B} do plano. Denotada por {\displaystyle \textstyle N(B)} o número (aleatória) de pontos de {\displaystyle \textstyle N} existente nesta região {\displaystyle \textstyle B\subset {\textbf {R}}^{2}}. Se os pontos de pertencer a um processo de Poisson homogêneo com o parâmetro {\displaystyle \textstyle \lambda >0}, então a probabilidade de {\displaystyle \textstyle n} pontos existirem em {\displaystyle \textstyle B} é dada por:
{\displaystyle P\{N(B)=n\}={\frac {(\lambda |B|)^{n}}{n!}}e^{-\lambda |B|}}
no qual {\displaystyle \textstyle |B|} denota a área de {\displaystyle \textstyle B}.
Mais formalmente, por algum algum inteiro finita {\displaystyle \textstyle k\geq 1}, considere um conjunto de disjuntos, delimitada Borel conjuntos (mensuráveis) {\displaystyle \textstyle B_{1},\dots ,B_{k}}. Deixe {\displaystyle \textstyle N(B_{i})} denotar o número de pontos existentes em {\displaystyle \textstyle B_{i}}. Então, o processo homogêneo de Poisson com parâmetro {\displaystyle \textstyle \lambda >0} tem a distribuição de dimensão finita 
{\displaystyle P\{N(B_{i})=n_{i},i=1,\dots ,k\}=\prod _{i=1}^{k}{\frac {(\lambda |B_{i}|)^{n_{i}}}{n_{i}!}}e^{-\lambda |B_{i}|}.}

#### Aplicações

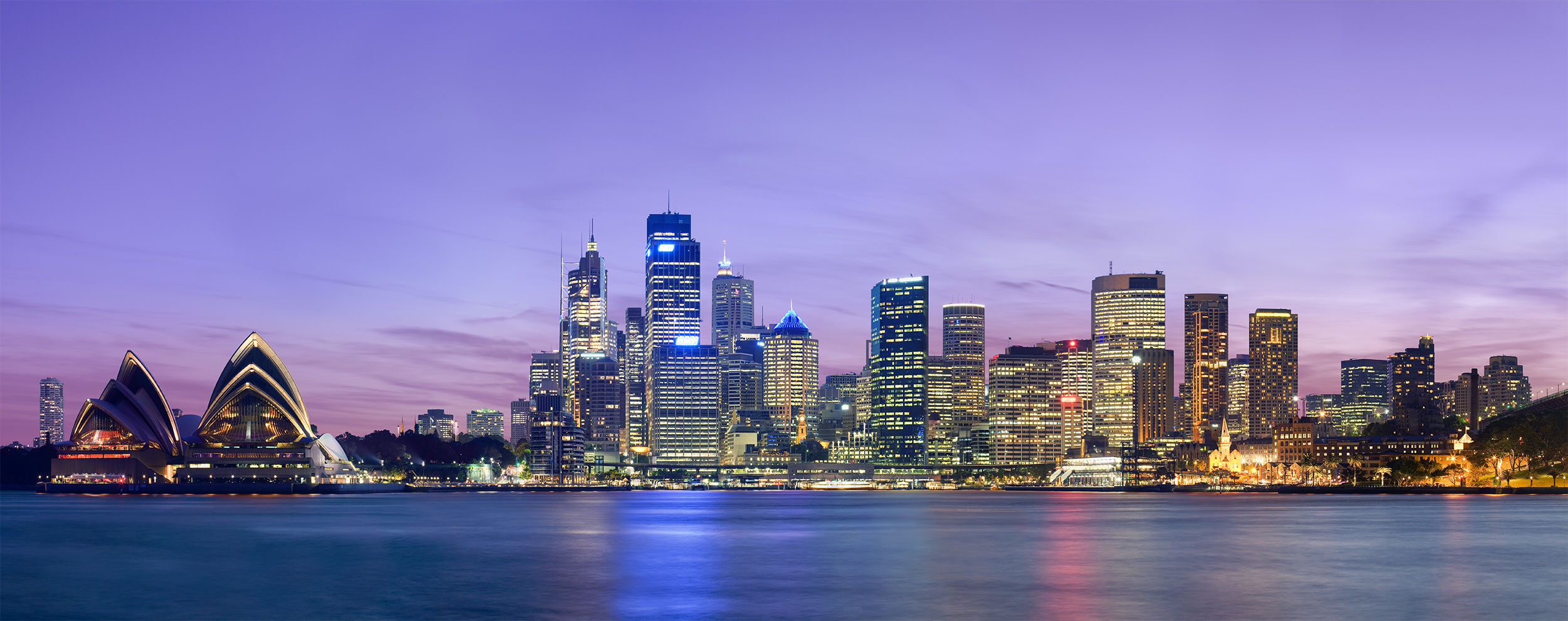
De acordo com um estudo estatístico, as posições das estações de telefonia celular na cidade australiana de Sydney, retratada acima, assemelham-se a um processo de Poisson, enquanto que em muitas outras cidades ao redor do mundo isso não acontece e são necessários outros processos de ponto.

O processo de Poisson espacial aparece com destaque em estatística espacial, geometria estocástica e teoria da percolação contínua. Este processo é aplicado em várias ciências físicas, tais como um modelo desenvolvido para partículas alfa a ser detectado. Nos últimos anos, tem sido frequentemente utilizado para modelar configurações espaciais aparentemente desordenados de certas redes de comunicação sem fio. Por exemplo, modelos de redes de celular ou telefone celular foram desenvolvidos onde se assume os transmissores de rede de telefone, conhecidas como estações de base, estão posicionados de acordo com um processo de Poisson do tipo homogêneo.

### Definido em dimensões superiores
O processo de Poisson homogêneo definido anteriormente estende-se imediatamente para dimensões maiores, substituindo a noção de área com o volume (muito dimensional). Por alguma região limitada {\displaystyle \textstyle B} de espaço euclidiano {\displaystyle \textstyle {\textbf {R}}^{d}}, se os pontos formam um processo de Poisson homogêneo com o parâmetro {\displaystyle \textstyle \lambda >0}, então a probabilidade de {\displaystyle \textstyle n} pontos existentes em {\displaystyle \textstyle B\subset {\textbf {R}}^{d}} é dada por:
{\displaystyle P\{N(B)=n\}={\frac {(\lambda |B|)^{n}}{n!}}e^{-\lambda |B|}}
no qual {\displaystyle \textstyle |B|} agora denota a {\displaystyle \textstyle n}-dimensional volume of {\displaystyle \textstyle B}. Além disso, para um conjunto de disjuntos, delimitada conjuntos de Borel {\displaystyle \textstyle B_{1},\dots ,B_{k}\subset {\textbf {R}}^{d}}, deixe {\displaystyle \textstyle N(B_{i})} denotar o número de pontos de {\displaystyle \textstyle N} existentes em {\displaystyle \textstyle B_{i}}. Então, o processo de ponto de Poisson do tipo homogêneo com parâmetro {\displaystyle \textstyle \lambda >0} tem a distribuição de dimensão finita 
{\displaystyle P\{N(B_{i})=n_{i},i=1,\dots ,k\}=\prod _{i=1}^{k}{\frac {(\lambda |B_{i}|)^{n_{i}}}{n_{i}!}}e^{-\lambda |B_{i}|}.}
Processos de Poisson do tipo homogêneos não dependem da posição do espaço de estado subjacente através de seu parâmetro {\displaystyle \textstyle \lambda }, o que implica que é processo estocástico tanto um estacionário (invariável à tradução) quanto um isotrópico (invariantes à rotação). De forma semelhante ao caso unidimensional, o processo de ponto homogêneo é restrito a um subconjunto limitado de {\displaystyle \textstyle {\textbf {R}}^{d}}, em seguida, dependendo de algumas definições de estacionaridade, o processo não está parado.

### Pontos são distribuídos uniformemente
Se um processo de ponto homogêneo é definido na linha real como um modelo matemático para a ocorrência de algum fenômeno, então ele tem a característica de que as posições dessas ocorrências ou eventos na linha real (muitas vezes interpretados ao longo do tempo) serão distribuídos uniformemente. De modo específico, se ocorrer um evento (de acordo com esse processo) em um intervalo {\displaystyle \textstyle (a-b]} no qual {\displaystyle \textstyle a\leq b}, então sua localização será uma variável aleatória uniforme definida nesse intervalo. Além disso, o processo de ponto homogêneo é às vezes chamado de processo de ponto de Poisson do tipo "uniforme". Essa "uniformidade" se estende a dimensões mais elevadas em coordenadas cartesianas, mas não se sustenta em outros sistemas de coordenadas (por exemplo, a polar ou a esférica).

## Processo de ponto de Poisson não-homogêneo
O processo de ponto de Poisson não-homogêneo é um processo de ponto que contém um parâmetro Poisson definido como uma função que depende da localização no espaço subjacente em que o processo de Poisson é definido. Para um espaço euclidiano {\displaystyle \textstyle R^{d}}, isso é obtido pela introdução de uma função positiva localmente integrável {\displaystyle \textstyle \lambda (x)}, na qual {\displaystyle \textstyle x} é um {\displaystyle \textstyle d}ponto dimensional localizado em {\displaystyle \textstyle R^{d}}, tal que, para qualquer região limitada {\displaystyle \textstyle B} o ({\displaystyle \textstyle d}-dimensional) volume integral de {\displaystyle \textstyle \lambda (x)} sobre um região {\displaystyle \textstyle B} é finito. Em outras palavras, se essa integral, denotada por {\displaystyle \textstyle \Lambda (B)}, é:
{\displaystyle \Lambda (B)=\int _{B}\lambda (x)dx<\infty ,}
na qual {\displaystyle \textstyle dx} é um ({\displaystyle \textstyle d}-dimensional) elemento de volume, então para qualquer coleção de disjuntos delimitada mensurável Borel {\displaystyle \textstyle B_{1},\dots ,B_{k}}, uma função de um processo de ponto de Poisson do tipo não-homogêneo (intensidade) {\displaystyle \textstyle \lambda (x)} tem a distribuição de dimensão finita:
{\displaystyle P\{N(B_{i})=n_{i},i=1,\dots ,k\}=\prod _{i=1}^{k}{\frac {(\Lambda (B_{i}))^{n_{i}}}{n_{i}!}}e^{-\Lambda (B_{i})}.}
Além disso, {\displaystyle \textstyle \Lambda (B)} tem a interpretação de ser o número esperado de pontos do processo de Poisson localizado na região limitada {\displaystyle \textstyle B}, nomeadamente
{\displaystyle \Lambda (B)=E[N(B)].}

### Definido na linha real
Na linha real, o processo de ponto de Poisson não homogêneo de uma medida média dada por uma integral unidimensional. Para dois números reais {\displaystyle \textstyle a} e {\displaystyle \textstyle b}, no quais {\displaystyle \textstyle a\leq b}, denotados por {\displaystyle \textstyle N(a,b]} o número de pontos de um processo de Poisson não-homogêneo com função de intensidade {\displaystyle \textstyle \lambda (t)} com valores superiores a {\displaystyle \textstyle a} mas menores ou iguais a {\displaystyle \textstyle b}. A probabilidade de {\displaystyle \textstyle n} pontos existentes no intervalado dado {\displaystyle \textstyle (a,b]} é dada por:
{\displaystyle P\{N(a,b]=n\}={\frac {[\Lambda (a,b)]^{n}}{n!}}e^{-\Lambda (a,b)}.}
quando a medida média ou intensidade é:
{\displaystyle \Lambda (a,b)=\int _{a}^{b}\lambda (t)dt,}
o que significa que a variável aleatória {\displaystyle \textstyle N(a,b]} é uma variável aleatória Poisson com média {\displaystyle \textstyle E\{N(a,b]\}=\Lambda (a,b)}.
Uma característica de uma configuração unidimensional considerada útil é que um processo de Poisson não-homogêneo pode ser transformado em um processo homogêneo por uma transformada monótona ou de mapeamento, que é conseguido com o inverso {\displaystyle \textstyle \Lambda }.

#### Contando o processo de interpretação
O processo de ponto de Poisson não-homogêneo, quando considerado na meia-linha positiva, às vezes também é definido como um processo de contagem. Nessa interpretação, o processo, que é por vezes escrito como {\displaystyle \textstyle \{N(t),t\geq 0\}}, representa o número total de ocorrências ou eventos que aconteceram até e incluindo o tempo {\displaystyle \textstyle t}. Um processo de contagem é considerado um processo de contagem de Poisson não-homogêneo se ele tiver as quatro propriedades:
- {\displaystyle \textstyle N(0)=0};
- tem incrementos independentes;
- {\displaystyle \textstyle P\{N(t+h)-N(t)=1\}=\lambda (t)h+o(h)}; e
- {\displaystyle \textstyle P\{N(t+h)-N(t)\geq 2\}=o(h)},

no qual {\displaystyle \textstyle o(h)} é assintótica ou notação pequeno-O para {\displaystyle \textstyle o(h)/h\rightarrow 0} como {\displaystyle \textstyle h\rightarrow 0}.
No caso do ponto de processos com refractoriness (?!?!) (por exemplo, picos neurais) uma versão mais forte da propriedade 4 é aplicada: {\displaystyle P(N(t+h)-N(t)\geq 2)=o(h^{2})}.
As propriedades acima implicam que {\displaystyle \textstyle N(t+h)-N(t)} é uma variável aleatória de Poisson com o parâmetro (ou média)
{\displaystyle E[N(t+h)-N(t)]=\int _{t}^{t+h}\lambda (s)ds,}
o que implica
{\displaystyle E[N(h)]=\int _{0}^{h}\lambda (s)ds.}

### Processo de ponto de Poisson espacial
Um processo de ponto de Poisson não-homogêneo, assim como sua versão homogênea, definida no plano {\displaystyle \textstyle {\textbf {R}}^{2}} é chamado de processo de ponto de Poisson espacial. Calcular sua medida de intensidade exige definir a área integral de sua função de intensidade sobre algumas região. Por exemplo, sua função de intensidade (como uma função de coordenadas cartesianas {\displaystyle \textstyle x} and {\displaystyle \textstyle y}) pode ser
{\displaystyle \lambda (x,y)=e^{-(x^{2}+y^{2})},}
Por isso, tem uma medida de intensidade dada pela área integrante
{\displaystyle \Lambda (B)=\int _{B}e^{-(x^{2}+y^{2})}dxdy,}
na qual {\displaystyle \textstyle B} é alguma região limitada no plano {\displaystyle \textstyle R^{2}}. A função de intensidade anterior pode ser reescrita, através de uma mudança de coordenadas, em coordenadas polares como
{\displaystyle \lambda (r,\theta )=e^{-r^{2}},}
que revela que a função intensidade, neste exemplo, é independente da coordenada angular {\displaystyle \textstyle \theta }, ou, em outras palavras, é isotrópica ou rotacionalmente invariante. A medida de intensidade é dada pela área integrante
{\displaystyle \Lambda (B')=\int _{B'}e^{-r^{2}}rdrdd\theta ,}
na qual {\displaystyle \textstyle B'} é alguma região limitada no plano {\displaystyle \textstyle R^{2}}.

### Em dimensões superiores
No plano, {\displaystyle \textstyle \Lambda (B)} corresponde a uma área integrante enquanto em {\displaystyle \textstyle {\textbf {R}}^{d}} a integral se torna um ({\displaystyle \textstyle d}-dimensional) volume integral.

### Aplicações
A linha real, tal como mencionado anteriormente, é muitas vezes interpretada como o tempo e nesta configuração o processo não homogêneo é utilizado nas áreas de processos de contagem e na teoria das filas.  Exemplos de fenômenos que foram representados por ou aparecer como um processo de ponto de Poisson não homogêneo incluem:
- Gols marcados durante uma partida de futebol [48]
- Defeitos em uma placa de circuito  [49]

No plano, o processo de ponto de Poisson é de fundamental importância nas disciplinas relacionadas de geometria estocástica  e estatística espacial. Este processo de ponto não é estacionário devido ao fato de que a sua distribuição é dependente da localização do espaço subjacente ou espaço de estado. Assim, ele pode ser usado para modelar fenômenos com uma densidade que varia ao longo de alguma região. Em outras palavras, os fenômenos podem ser representados como pontos que têm uma densidade dependente da localização. Os usos para esse processo como um modelo matemático são diversos e têm aparecido em várias disciplinas, incluindo os estudos relativos à ocorrência de salmão e de piolhos do mar nos oceanos,  forestry, and search problems.

### Interpretação da função de intensidade
A função de intensidade de Poisson {\displaystyle \textstyle \lambda (x)} tem uma interpretação, considerada intuitiva, com o elemento de volume {\displaystyle \textstyle dx} no sentido infinitesimal: {\displaystyle \textstyle \lambda (x)dx} é a probabilidade infinitesimal de um ponto de um processo de Poisson existente em uma região do espaço com o volume {\displaystyle \textstyle dx} localizado em {\displaystyle \textstyle x}.
Por exemplo, dado um processo de Poisson homogêneo na linha real, a probabilidade de encontrar um ponto único do processo em um pequeno intervalo de largura {\displaystyle \textstyle \delta } é aproximadamente {\displaystyle \textstyle \lambda \delta x}. Na verdade, essa intuição é como o processo de Poisson, por vezes introduzida e sua distribuição derivada.

### Processo de ponto simples
Se um processo de ponto de Poisson tem uma medida de intensidade que é uma localmente finita e difusa (ou não-atômica), então ele é um processo de ponto simples. Para um processo de ponto simples, a probabilidade de um ponto existente num único ponto ou localização no espaço subjacente (estado) é zero ou um. Isso implica que, com probabilidade de um, não há dois (ou mais) pontos de um processo de Poisson coincidentes em localização no espaço subjacente.

## Simulação
A simulação de um processo de Poisson em um computador é feita normalmente considerando uma região limitada de espaço, conhecida como uma simulação de "janela", requerendo dois passos: a criação adequada de um número aleatório de pontos e depois o posicionamento adequado desses pontos de uma forma aleatória. Ambos os passos dependem do processo de ponto de Poisson específico que está a ser simulado.

### Passo 1: Número de pontos
O número de pontos {\displaystyle \textstyle N} na janela necessita ser simulado, denotados por {\displaystyle \textstyle W}, o que é feito por meio de uma função de (pseudo)-números aleatórios capaz de simular variáveis Poisson aleatórias.

#### Caso homogêneo
Para o caso homogêneo com constante {\displaystyle \textstyle \lambda }, a média da variável aleatória de Poisson {\displaystyle \textstyle N}
está configurada para {\displaystyle \textstyle \lambda |W|} na qual {\displaystyle \textstyle |W|} é o comprimento, a área ou ({\displaystyle \textstyle d}-dimensional) volume de {\displaystyle \textstyle W}.

#### Caso não-homogêneo
Para o caso não-homogêneo, {\displaystyle \textstyle \lambda |W|} é substituído com o ({\displaystyle \textstyle d}-dimensional) volume integral
{\displaystyle \Lambda (W)=\int _{W}\lambda (x)dx}

### Passo 2: Posicionamento de pontos
A segunda etapa requer colocar aleatoriamente {\displaystyle \textstyle N} pontos na janela {\displaystyle \textstyle W}.

#### Caso homogêneo
Para o caso homogêneo em uma única dimensão, todos os pontos estão uniformemente e de forma independente colocado na janela ou o intervalo {\displaystyle \textstyle W}. Para um maior número de dimensões num sistema de coordenadas cartesianas, cada coordenada é uniformemente e de forma independente colocado na janela {\displaystyle \textstyle W}. Se a janela não é um sub-espaço de espaço Cartesiano (por exemplo, dentro de uma esfera unitária ou na superfície de uma esfera unitária), então os pontos não serão uniformemente colocados em {\displaystyle \textstyle W}, e a alteração apropriada de coordenadas (cartesianas) será necessária.

#### Caso não-homogêneo
Para o caso não-homogêneo, dois métodos diferentes podem ser usados, dependendo da natureza da função intensidade {\displaystyle \textstyle \lambda (x)}. Se a função de intensidade for suficientemente simples, então coordenadas (cartesiana ou outra) dos pontos independentes e não-uniformemente aleatórios podem ser geradas. Por exemplo, a simulação de um processo de Poisson em uma janela circular pode ser feita por uma função de intensidade isotrópica (em coordenadas polares {\displaystyle \textstyle r} and {\displaystyle \textstyle \theta }), o que implica que é rotacionalmente invariante ou independente {\displaystyle \textstyle \theta } mas dependente de {\displaystyle \textstyle r}, por uma mudança de variável em {\displaystyle \textstyle r} se a função de intensidade for suficientemente simples.
Para as funções de intensidade mais complicadas, pode-se usar um método aceitação-rejeição, que consiste na utilização (ou "aceitar") de apenas alguns pontos aleatórios e não utilizar (ou "rejeitar") os outros pontos, baseando-se na proporção.
{\displaystyle {\frac {\lambda (x_{i})}{\Lambda (W)}}={\frac {\lambda (x_{i})}{\int _{W}\lambda (x)dx.}}}
na qual {\displaystyle \textstyle x_{i}} é o ponto em consideração, para a aceitação ou rejeição.

## Processo de ponto de Poisson geral
O processo de ponto de Poisson pode ser generalizado naquilo que convenciona chamar de processo de ponto de Poisson geral ao se utilizar uma medida Radon {\displaystyle \textstyle \Lambda }, portanto, esta medida é localmente finita. A medida Radon pode ser atômica, ou seja, pode ter átomos em pontos no espaço de estado subjacente, enquanto alguns pesquisadores supõem o inverso quando a medida Radon {\displaystyle \textstyle \Lambda } é difusa ou não-atômica. Se a medida for atômica {\displaystyle \textstyle \Lambda }, então o número de pontos em {\displaystyle \textstyle x} é uma variável aleatória Poisson com média {\displaystyle \textstyle \Lambda ({x})}.
Assumindo que o espaço subjacente do processo de Poisson é {\displaystyle \textstyle {\textbf {R}}^{d}} (o espaço pode ser mais geral), então {\displaystyle \textstyle \Lambda (\{x\})=0} para qualquer ponto único {\displaystyle \textstyle x} in {\displaystyle \textstyle {\textbf {R}}^{d}} e {\displaystyle \textstyle \Lambda (B)} é finito para qualquer subconjunto limitado {\displaystyle \textstyle B} de {\displaystyle \textstyle {\textbf {R}}^{d}}. Então o processo de ponto {\displaystyle \textstyle {N}} é um processo geral de ponto de Poisson com intensidade {\displaystyle \textstyle \Lambda } se ele tiver as duas seguintes propriedades:
- o número de pontos em um conjunto de Borel delimitado {\displaystyle \textstyle B} é uma variável aleatória Poisson com média {\displaystyle \textstyle \Lambda (B)}. Em outras palavras, denotam o número total de pontos localizados em {\displaystyle \textstyle B} por {\displaystyle \textstyle {N}(B)}, então a probabilidade de que a variável aleatória {\displaystyle \textstyle {N}(B)} é igual a {\displaystyle \textstyle n} e é dada por:

{\displaystyle P\{{N}(B)=n\}={\frac {(\Lambda (B))^{n}}{n!}}e^{-\Lambda (B)}}
- o número de pontos em {\displaystyle \textstyle n} disjuntos Borel define formas {\displaystyle \textstyle n} variáveis aleatórias independentes.

A medida Radon {\displaystyle \textstyle \Lambda } mantém a sua interpretação anterior de ser o número esperado de pontos de {\displaystyle \textstyle {N}} localizado na região limitada {\displaystyle \textstyle B}, nomeadamente
{\displaystyle \Lambda (B)=E[{N}(B)].}
Além disso, se {\displaystyle \textstyle \Lambda } é absolutamente contínua de tal forma que tem uma densidade (ou, mais precisamente, uma densidade Radon–Nikodym ou derivado) no que diz respeito à medida de Lebesgue, em seguida, para todos os conjuntos de Borel {\displaystyle \textstyle B} pode ser escrita como:
{\displaystyle \Lambda (B)=\int _{B}\lambda (x)dx,}
em que a densidade {\displaystyle \textstyle \lambda (x)} é conhecida, entre outros termos, como a função de intensidade.

## Terminologia
Além da palavra "ponto" ser omitida muitas vezes, a terminologia da teoria do processo de ponto e do processo de Poisson variam, o que tem sido alvo de críticas. O processo homogêneo de Poisson (ponto) também é chamado de um processo  parado  Poisson (ponto), Às vezes, o processo Poisson "uniforme" (ponto), e no passado foi, por William Feller e outros, referenciado como conjunto Poisson  de pontos. O termo "processo de ponto" tem sido criticado e alguns autores preferem o termo campo de ponto aleatório, embora, os termos "campo de ponto aleatório Poisson" ou "campo de ponto de Poisson" também sejam usados. Um processo de ponto é considerado, e às vezes chamado, uma medida de contagem aleatória, portanto, o processo de Poisson é também referido como uma "medida aleatória Poisson", a term used in the study of Lévy processes, mas alguns optam por utilizar os dois termos para ligeiramente diferentes objetos aleatórios.
O processo de ponto de Poisson não-homogêneo é referido algumas vezes como um processo "não-estacionário", "heterogêneo"  ou como um processo (de ponto) de Poisson "espacialmente dependente".
A medida {\displaystyle \textstyle \Lambda } é às vezes chamada de "medida parâmetro"  ou "medida de intensidade"  ou "medida média". Se {\displaystyle \textstyle \Lambda } tem uma densidade ou derivada, denotada por {\displaystyle \textstyle \lambda (x)}, ela pode ser chamada de "função de intensidade" do processo geral de Poisson  ou simplesmente de "taxa" ou de "intensidade", umas vez que não há uma terminologia padrão para isso. Para o processo homogêneo de Poisson, a intensidade é simplesmente uma constante {\displaystyle \textstyle \lambda >0}, que pode ser referida como "taxa média" ou "densidade média" ou "parâmetro da taxa". Para {\displaystyle \textstyle \lambda =1}, o processo correspondente é muitas vezes referido como o "processo (de ponto) de Poisson padrão".
O espaço matemático subjacente em que o processo de ponto é definido, seja ele de Poisson ou outro, é conhecido como um "espaço de estado" ou "espaço de transporte".

## Notação
A notação do processo de Poisson depende de sua definição no campo em que está sendo aplicada. Por exemplo, na linha real, o processo de Poisson, tanto o homogêneo quanto o não-homogêneo, às vezes é interpretado como um processo de contagem, e a notação {\displaystyle \textstyle \{N(t),t\geq 0\}} é usada para representar o processo de Poisson.
Outra razão para a diversidade das notações é devido à teoria de processos de ponto, que tem duas interpretações matemáticas. Por exemplo, um processo de ponto de Poisson simples pode ser considerado como um conjunto aleatório, o que sugere que a notação {\displaystyle \textstyle x\in {N}}, implica {\displaystyle \textstyle x}, o que implica que {\displaystyle \textstyle x} é um ponto aleatório pertencente ou ser um elemento do processo de Poisson {\displaystyle \textstyle {N}}. Outra interpretação, mais geral, é a de considerar a qualquer outro processo de Poisson ou como uma medida de contagem aleatória e, por isso, pode-se escrever o número de pontos de um processo de Poisson {\displaystyle \textstyle {N}} sendo encontrado ou localizado em algum (Borel mensurável) região {\displaystyle \textstyle B}  as {\displaystyle \textstyle {N}(B)}, que é uma variável aleatória. Essas diferentes interpretações resultam em uma notação sendo usada a partir de campos matemáticos tais como a teoria da medida e a teoria dos conjuntos.
Para processos de ponto gerais, por vezes, um subscrito no símbolo de ponto, por exemplo {\displaystyle \textstyle x}, está incluído para que se escreve (com notação set) {\displaystyle \textstyle x_{i}\in {N}} ao invés de {\displaystyle \textstyle x\in {N}}, e {\displaystyle \textstyle x} pode ser usado para a variável binária em expressões integrais, tais como o teorema de Campbell, em vez de indicar pontos aleatórios. Às vezes, uma letra maiúscula denota o processo de ponto, enquanto uma minúscula, representa um ponto do processo, de modo que, por exemplo, o ponto {\displaystyle \textstyle x} ou {\displaystyle \textstyle x_{i}}
pertence ou é um ponto do processo de ponto {\displaystyle \textstyle X}, e ser escrito com notação conjunto como {\displaystyle \textstyle x\in X} ou {\displaystyle \textstyle x_{i}\in X}.
Além disso, a teoria dos conjuntos e notação teoria integral ou medida podem ser usados alternadamente. Por exemplo, para um processo de ponto {\displaystyle \textstyle N} definido no espaço euclidiano {\displaystyle \textstyle {{\textbf {R}}^{d}}} e uma (mensurável) função {\displaystyle \textstyle f} sobre {\displaystyle \textstyle {\textbf {R}}^{d}} , a expressão
{\displaystyle \int _{{\textbf {R}}^{d}}f(x){N}(dx)=\sum \limits _{x_{i}\in N}f(x_{i}),}
demonstra duas maneiras diferentes para escrever uma somatória ao longo de um processo de ponto. Mais especificamente, a notação integral sobre o lado esquerdo está interpretando o processo de ponto como uma medida de contagem aleatória enquanto a soma no lado da mão direita sugere uma interpretação conjunto aleatório.

## Funcionais e medidas de momentos
Em teoria da probabilidade, as operações são aplicadas a variáveis aleatórias para diferentes fins. Às vezes, essas operações são as expectativas regulares que produzem a média ou variância de uma variável aleatória. Em outros casos, como no das funções características de uma variável aleatória (ou no de transformadas de Laplace) pode ser usado para identificar ou caracterizar variáveis aleatórias e provar resultados como o teorema do limite central. Na teoria dos processos de ponto, existem ferramentas matemáticas análogas que geralmente existem nas formas de medidas e funcionais, em vez de momentos e funções, respectivamente. Para as medidas, muitas vezes suas densidades (ou derivadas Radon-Nikodym), se existirem, são também expressos em relação à medida de Lebesgue.

### Funcionais Laplace
Para um processo de ponto Poisson {\displaystyle \textstyle {N}} com uma medida de intensidade {\displaystyle \textstyle \Lambda }, a funcional Laplace é dada por:
{\displaystyle L_{N}(f)=e^{-\int _{{\textbf {R}}^{d}}(1-e^{f(x)})\Lambda (dx)},}
que para este caso o homogêneo é:
{\displaystyle L_{N}(f)=e^{-\lambda \int _{{\textbf {R}}^{d}}(1-e^{f(x)})dx}.}
Uma versão do teorema de Campbell envolve a funcional Laplace do processo de ponto de Poisson.

### Probabilidade gerando funcionais
A probablidade gerando funções de variáveis de valores integrais não-negativos leva à probabilidade de gerar funcionais a serem definidas de forma análoga em relação a qualquer função não-negativa delimitada {\displaystyle \textstyle v} em {\displaystyle \textstyle {\textbf {R}}^{d}} such that {\displaystyle \textstyle 0\leq v(x)\leq 1}. Para um processo de ponto {\displaystyle \textstyle {N}} a função geradora de probabilidade é definida como:
{\displaystyle G(v)=E\left[\prod _{x\in {N}}v(x)\right]}
em que o produto é dado por todos os pontos em {\displaystyle \textstyle {N}}. Se a medida de intensidade {\displaystyle \textstyle \Lambda } de {\displaystyle \textstyle {N}} é localmente finito, então o {\displaystyle \textstyle G} é bem definida para qualquer função mensurável {\displaystyle \textstyle u} em {\displaystyle \textstyle {\textbf {R}}^{d}}. Para um processo de Poisson com medida de intensidade {\displaystyle \textstyle \Lambda } a função geradora é dada por:
{\displaystyle G(v)=e^{-\int _{{\textbf {R}}^{d}}[1-v(x)]\Lambda (dx)},}
que no caso homogêneo reduz a
{\displaystyle G(v)=e^{-\lambda \int _{{\textbf {R}}^{d}}[1-v(x)]dx}.}

### Medida de momento
Para um processo geral ponto de Poisson com medida de intensidade {\displaystyle \textstyle \Lambda } a primeira medida de momento
é a sua medida de intensidade:
{\displaystyle M^{1}(B)=\Lambda (B),}
o que para um processo de ponto de Poisson homogêneo com intensidade constante {\displaystyle \textstyle \lambda } significa que:
{\displaystyle M^{1}(B)=\lambda |B|,}
onde {\displaystyle \textstyle |B|} é o comprimento, a área ou volume (ou, mais geralmente, a medida de Lebesgue) de {\displaystyle \textstyle B}.
Para o caso de Poisson com a medida {\displaystyle \textstyle \Lambda } a segunda medida de momento é:
{\displaystyle M^{2}(B)=\Lambda (B)+\Lambda (B)^{2}.}
que no caso homogêneo reduz a
{\displaystyle M^{2}(B)=\lambda |B|+(\lambda |B|)^{2}.}

### Medida de momento fatorial
Para um processo de ponto do tipo Poisson, geral, com medida de intensidade {\displaystyle \textstyle \Lambda } a {\displaystyle \textstyle n}-th medida de momento fatorial é dada pela expressão:
{\displaystyle M^{(n)}(B_{1}\times ,\dots ,\times B_{n})=\prod _{i=1}^{n}[\Lambda (B_{i})],}
na qual {\displaystyle \textstyle \Lambda } é a medida de intensidade ou a primeira medida momento de {\displaystyle \textstyle {N}},
que por algum conjunto de Borel {\displaystyle \textstyle B} é dado por:
{\displaystyle \Lambda (B)=M^{1}(B)=E[{N}(B)].}
Para um processo de Poisson do tipo homogêneo o {\displaystyle \textstyle n}-medida de momento fatorial é simplesmente:
{\displaystyle M^{(n)}(B_{1}\times ,\dots ,\times B_{n})=\lambda ^{n}\prod _{i=1}^{n}|B_{i}|,}
no qual {\displaystyle \textstyle |B_{i}|} é o comprimento, a área ou volume (ou, mais geralmente, a medida de Lebesgue) de {\displaystyle \textstyle B_{i}}. Além disso, o {\displaystyle \textstyle n}-th densidade fatorial do momento é:
{\displaystyle \mu ^{(n)}(x_{1},\dots ,x_{n})=\lambda ^{n}.}

## Função de evasão
A função de evasão (avoidance function)  ou probabilidade nula (void probability) {\displaystyle \textstyle v} de um processo de ponto {\displaystyle \textstyle {N}} é definida em relação a um conjunto {\displaystyle \textstyle B}, que é um subconjunto do espaço subjacente {\displaystyle \textstyle {\textbf {R}}^{d}}, como a probabilidade de nenhum ponto de {\displaystyle \textstyle {N}} existente em {\displaystyle \textstyle B}. Mais precisamente, para um conjunto de teste {\displaystyle \textstyle B}, a função de evasão é dada pela:
{\displaystyle v(B)=P({N}(B)=0).}
Para um processo de ponto de Poisson geral {\displaystyle \textstyle {N}} com medida de intensidade {\displaystyle \textstyle \Lambda }, sua função de evasão é dada pela:
{\displaystyle v(B)=e^{-\Lambda (B)}}

### Teorema de Rényi
Pode ser mostrado que os processos de ponto simples são caracterizados totalmente pelas suas probabilidades nulas. Em outras palavras, a informação completa de um processo de ponto simples é capturada em suas probabilidades nulas. O caso para o processo de Poisson é por vezes conhecido como Teorema de Rényi,
que recebe esse nome em referência a Alfréd Rényi, que descobriu o resultado para o caso de um processo de ponto homogêneo unidimensional.

De uma forma, o teorema de Rényi estabelece que para uma medida Radon difusa (ou não-atômica) {\displaystyle \textstyle \Lambda } em {\displaystyle \textstyle {\textbf {R}}^{d}} e um conjunto de {\displaystyle \textstyle A} é uma união finita de retângulos (de modo não Borel) que se {\displaystyle \textstyle {N}} for um subconjunto contável de {\displaystyle \textstyle {\textbf {R}}^{d}} tal como:
{\displaystyle P({N}(A)=0)=v(A)=e^{-\Lambda (A)}}
então {\displaystyle \textstyle {N}} é um processo de ponto de Poisson com medida de intensidade {\displaystyle \textstyle \Lambda }.

## Operações de processo de ponto
As operações matemáticas podem ser realizadas por meio de processos de pontos, a fim de desenvolver modelos matemáticos adequados. Um exemplo de uma operação de desbaste é conhecido como o que implica a eliminação ou remoção dos pontos de algum processo de ponto de acordo com uma regra, criando assim um novo processo com os pontos restantes (os pontos apagados também formar um processo de ponto). Outro exemplo de um processo de ponto de funcionamento é a sobreposição (ou a combinação) apontam processos para um processo de ponto.
Uma das razões pelas quais o processo de ponto de Poisson é frequentemente utilizado como modelo é que, sob as condições adequadas, quando realizada em um processo de Poisson estas operações, muitas vezes produzir um outro ponto processo (geralmente diferente) Poisson, demonstrando um aspecto de fechamento matemática. As operações também podem ser usadas para criar novos processos de ponto, que são então também utilizados como modelos matemáticos para a colocação aleatória de determinados objetos.

### Desbaste
Para o processo de Poisson, as {\displaystyle \textstyle p(x)}-operações independentes de desbaste resultam em outro processo de Poisson.  De modo mais específico, um {\displaystyle \textstyle p(x)}operação de desbaste aplicada a um processo de Poisson com medida de intensidade {\displaystyle \textstyle \Lambda } dá um processo de ponto com pontos removidos, que também é um processo de Poisson {\displaystyle \textstyle {N}_{p}} com medida de intensidade {\displaystyle \textstyle \Lambda _{p}}, o que para um conjunto Borel limitado {\displaystyle \textstyle B} é dado por:
{\displaystyle \Lambda _{p}(B)=\int _{B}p(x)\Lambda (dx)}
Além disso, após o desbastar aleatoriamente um processo de Poisson, os pontos remanescentes também formam um processo de Poisson, que tem a medida de intensidade
{\displaystyle \Lambda _{p}(B)=\int _{B}(1-p(x))\Lambda (dx).}
Os dois processos de Poisson foram formados separadamente, respectivamente dos pontos que foram removidos e daqueles mantidos estocasticamente, independentes uns dos outros. Em outras palavras, se uma região é conhecida por conter {\displaystyle \textstyle n} pontos mantidos (a partir do processo de Poisson original), então isso não terá qualquer influência sobre o número aleatório de pontos afastados na mesma região. Essa capacidade de se criar aleatoriamente dois processos de Poisson independentes às vezes é conhecido como "splitting", ou seja, de dividir um processo de Poisson.

### Sobreposição
Se houver um conjunto contável de processos de ponto {\displaystyle \textstyle {N}_{1},{N}_{2}\dots }, então a sua sobreposição, ou, em linguagem teoria dos conjuntos, sua união
{\displaystyle {N}=\bigcup _{i=1}^{\infty }{N}_{i},}
também constitui um processo de ponto. Em outras palavras, todos os pontos localizados em qualquer um dos processos de ponto {\displaystyle \textstyle {N}_{1},{N}_{2}\dots } irá também ser localizada na superposição desses processos de ponto {\displaystyle \textstyle {N}}.

#### Teorema de sobreposição
O teorema da sobreposição de um processo de Poisson, que deriva diretamente da propriedade completa independência, diz  que a sobreposição de processos independentes de Poisson {\displaystyle \textstyle {N}_{1},{N}_{2}\dots } com medidas médias {\displaystyle \textstyle \Lambda _{1},\Lambda _{2},\dots } também será um processo de Poisson com medida média
{\displaystyle \Lambda =\sum \limits _{i=1}^{\infty }\Lambda _{i}.}
Em outras palavras, a união dos dois (ou enumeravelmente mais) processos de Poisson é um outro processo de Poisson. Se um ponto {\displaystyle \textstyle x} baseia-se numa união contável {\displaystyle \textstyle n} de processos de Poisson, então a probabilidade de que o ponto {\displaystyle \textstyle x} pertença ao {\displaystyle \textstyle j}th processo de Poisson {\displaystyle \textstyle {N}_{j}} é dada por:
{\displaystyle P(x\in {N}_{j})={\frac {\Lambda _{j}}{\sum _{i=1}^{n}\Lambda _{i}}}.}

#### Caso homogêneo
No caso homogêneo, com constante {\displaystyle \textstyle \lambda _{1},\lambda _{2}\dots }, as duas expressões anteriores reduzem a
{\displaystyle \lambda =\sum \limits _{i=1}^{\infty }\lambda _{i},}
e
{\displaystyle P(x\in {N}_{j})={\frac {\lambda _{j}}{\sum _{i=1}^{n}\lambda _{i}}}.}

### Agrupamento
A operação de agrupamento (clustering) é realizada para cada ponto {\displaystyle \textstyle x} de algum processo de ponto {\displaystyle \textstyle {N}} que é substituído por algum (possivelmente diferente) processo de ponto. Se o processo original {\displaystyle \textstyle {N}} for um processo de ponto de Poisson, então o processo resultante {\displaystyle \textstyle {N}_{c}} é chamado de Agrupamento de processo de ponto de Poisson.

### Deslocamento aleatório
Um modelo matemático pode exigir um movimento aleatório de pontos de um processo de ponto para outros locais no espaço matemático subjacente, o que dá origem a uma operação de processo de ponto conhecido como deslocamento  ou translação. O processo de ponto de Poisson tem sido usado para modelar, por exemplo, o movimento de plantas entre as gerações, devido ao teorema de deslocamento, que parece dizer que o deslocamento independente aleatório de pontos de um processo de Poisson (no mesmo espaço subjacente) constitui um outro processo de Poisson.

#### Teorema de deslocamento
Uma versão do teorema de deslocamento  implica primeiro considerar um processo de Poisson {\displaystyle \textstyle {N}} em {\displaystyle \textstyle {\textbf {R}}^{d}} com uma função de intensidade {\displaystyle \textstyle \lambda (x)}. Em seguida, é assumido os pontos de {\displaystyle \textstyle {N}} são deslocados aleatoriamente em algum outro lugar {\displaystyle \textstyle {\textbf {R}}^{d}} de modo que cada ponto de deslocamento é independente e o deslocamento de um ponto que anteriormente estava em {\displaystyle \textstyle x} é um vetor aleatório com uma densidade de probabilidade {\displaystyle \textstyle \rho (x,\cdot )}. Então, o novo processo de ponto {\displaystyle \textstyle {N}_{D}} é também um processo de Poisson com função de intensidade
{\displaystyle \lambda _{D}(y)=\int _{{\textbf {R}}^{d}}\lambda (x)\rho (x,y)dx,}
que para o caso homogêneo com uma constante {\displaystyle \textstyle \lambda >0} significa que
{\displaystyle \lambda _{D}(y)=\lambda .}
Em outras palavras, depois de cada deslocamento aleatório e independente dos pontos, o processo original de Poisson ainda existe.
O teorema de deslocamento pode ser estendioa de modo a que os pontos de Poisson são deslocados aleatoriamente a partir de um espaço euclidiano{\displaystyle \textstyle {\textbf {R}}^{d}} para outro espaço euclidiano {\displaystyle \textstyle {\textbf {R}}^{d'}}, onde {\displaystyle \textstyle d'\geq 1} não é necessariamente igual a {\displaystyle \textstyle d}.

### Mapeamento
Outra propriedade considerada útil é a capacidade de mapear um processo de Poisson de um espaço subjacente para outro espaço.

#### Teorema de mapeamento
Se o mapeamento (ou transformação) adere a algumas condições, então o mapeamento resultante (ou transformado) da coleção de pontos também forma um processo de Poisson, e este resultado é muitas vezes referenciado como "teorema de mapeamento". O teorema envolve algum processo de ponto de Poisson com medida média {\displaystyle \textstyle \Lambda } em algum espaço subjacente. Se as localizações dos pontos são mapeadas (isto é, o processo de ponto é transformado) de acordo com alguma função para outro espaço subjacente, em seguida, o processo de ponto resultante é também um processo de Poisson, mas com uma medida média diferente {\displaystyle \textstyle \Lambda '}.
Mais especificamente, pode-se considerar uma função (mensurável Borel) {\displaystyle \textstyle f} que mapeia um processo de ponto {\displaystyle \textstyle {N}} com medida de intensidade {\displaystyle \textstyle \Lambda } de um espaço {\displaystyle \textstyle S}, para outro espaço {\displaystyle \textstyle T} de tal maneira que o novo processo de ponto {\displaystyle \textstyle {N}'} tem a intensidade medida:
{\displaystyle \Lambda (B)'=\Lambda (f^{-1}(B))}
com nenhum átomo, onde {\displaystyle \textstyle B} é um conjunto de Borel e {\displaystyle \textstyle f^{-1}} indica o inverso da função {\displaystyle \textstyle f}. Se {\displaystyle \textstyle {N}} é um processo de Poisson, então o novo processo de {\displaystyle \textstyle {N}'} é também um processo de Poisson, com a medida de intensidade {\displaystyle \textstyle \Lambda '}.

## Aproximações com o processo de ponto de Poisson
A rastreabilidade do processo de Poisson significa que às vezes se torna conveniente aproximar um processo de ponto do tipo "não-Poisson" com um que seja do tipo Poisson. O objetivo em geral é aproximar ambos os números de pontos de algum processo de ponto e a localização de cada ponto por meio de um processo de Poisson. Há uma série de métodos que podem ser usados para justificar, ou informalmente rigorosos, aproximando a ocorrência de eventos aleatórios ou fenômenos com processos de Poisson adequados. Os métodos mais rigorosos envolvem derivar limites superiores nas métricas de probabilidade entre os processos de Poisson e processos de ponto não-Poisson, enquanto que outros métodos podem ser justificados por heurísticas menos formais.

### Heurística Clumping
Um método para aproximar eventos aleatórios ou fenômenos com processos de Poisson é chamado de  heurística clumping. A heurística geral envolve o uso do processo de Poisson (ou de uma distribuição de Poisson) para aproximar eventos, que são considerados raros ou pouco prováveis, de algum processo estocástico. Em alguns casos, esses eventos raros podem ser considerados independentes e, desse modo, um processo de Poisson pode ser usado. Quando os eventos não são independentes, mas tendem a ocorrer em aglomerados ou em "clumps", em seguida, se estes aglomerados são adequadamente definido de tal modo que eles são aproximadamente independentes um do outro, em seguida, o número de aglomerados que ocorrem será próximo de uma variável aleatória de Poisson e as localizações desses clumps estará próxima a um processo de Poisson.

### Método de Stein
O chamado método de Stein consiste numa técnica matemática rigorosa originalmente desenvolvida para aproximar variáveis aleatórias, tais como as variáveis gaussianas e as de Poisson, muito embora também tenha sido desenvolvido e aplicado para processos de ponto. O método de Stein pode ser usado para derivar limites superiores em métrica de probabilidades, que permitem quantificar o quanto dois objetos matemáticos aleatórios podem variar estocasticamente, seja um processo de Poisson e ou outros processos de ponto. Limites superiores sobre métricas de probabilidade tais como variação total e distância Wasserstein tem sido derivados.
Pesquisadores têm aplicado o método de Stein a processos de Poisson de diversas maneiras, tal como através do uso de Palm calculus. Técnicas baseadas no método de Stein foram desenvolvidos para levar para os limites superiores dos efeitos de determinadas operações de processo de ponto, tais como as de desbaste e de superposição. O método de Stein também tem sido utilizado para derivar limites superiores em métricas de Poisson e outros processos tais como o processo de ponto de Cox, que é um processo de Poisson, com uma medida de intensidade aleatória.

## Convergência para um processo de ponto Poisson
Em geral, quando uma operação é aplicada a um processo de ponto geral, o processo resultante não é um processo de Poisson. Por exemplo, se um processo de ponto, um que não seja um Poisson, tem seus pontos aleatoriamente e independentemente deslocados, então o processo não seria necessariamente um processo de Poisson. No entanto, sob certas condições matemáticas, tanto para o processo de ponto original quanto para o deslocamento aleatório, tem sido demonstrado através de limite teoremas que se os pontos de um processo de ponto são repetidamente deslocado de uma maneira aleatória e independente, então, a distribuição-finita do processo de ponto irá convergir (fracamente) para um processo de Poisson.
Resultados semelhantes de convergência têm sido desenvolvidos para operações de desbaste e de superposiçãoref name="daleyPPII2008"/> que indicam que tais operações repetidas em processos de ponto podem, sob certas condições, resultar no processo convergente a um processo de Poisson, provendo um redimensionamento apropriado da medida da intensidade (em contrário valores da medida da intensidade dos processos de ponto resultante seria se aproximam de zero ou infinito). Esse trabalho de convergência está diretamente relacionado com os resultados conhecidos como equações Palm-Khinchin, que tem suas origens na obra de Conny Palma e Aleksandr Khinchin, e ajuda explica por que o processo de Poisson muitas vezes pode ser usado como um modelo matemático de vários fenômenos aleatórios.

## Generalizações do processo de ponto de Poisson
O processo de Poisson pode ser generalizado, por exemplo, alterando a sua medida de intensidade ou a definição de espaços matemáticos mais gerais. Essas generalizações podem ser estudadas matematicamente, bem como utilizadas para modelar algo matematicamente ou representar fenômenos físicos.

### Processos de ponto de Poisson em espaços gerais
Os modelos matemáticos de processo de Poisson são muitas vezes definidos no espaço euclidiano, mas podem ser generalizados para espaços mais abstratos e desempenham um papel fundamental no estudo de medidas aleatórias, que exige a compreensão de determinados campos matemáticos tais como a teoria da probabilidade, teoria da medida, topologia e análise funcional.
Em geral, o conceito de distância é de interesse prático para aplicações enquanto estrutura topológica é necessária para as distribuições de palma, portanto, apontam processos que são muitas vezes definidos em espaços matemáticos equipados com métricas. A necessidade de convergência das sequências requer o espaço para ser completa, o que inspirou processos de ponto a serem estudados em espaços métricos completos específicos. Além disso, cada processo de realização de um ponto, em geral, pode ser considerado como uma medida de contagem, o que tem motivado processos de ponto que está sendo considerado como medidas aleatórias. Usando as técnicas de medidas aleatórias, o processo Poisson e os outros processos de ponto foram definidos e estudados localmente num segundo compacto e contável espaço Hausdorff.

### Processo de ponto Cox
Um processo de ponto de Poisson pode ser generalizado deixando a sua medida de intensidade {\displaystyle \textstyle \Lambda } ser aleatória e independente do processo de Poisson subjacente, o que dá origem ao processo Cox ou processo de Poisson duplamente estocástico, algo apresentado pela primeira vez pelo estatístico David Cox em 1955 com seu último nome. A medida da intensidade pode ser uma realização da variável aleatória ou de um campo aleatório. Por exemplo, se o logaritmo a medida de intensidade é um campo aleatório gaussiano, então o processo resultante é conhecida como um processo Cox de log gaussiano. De modo mais geral, as medidas de intensidade são uma realização de uma medida aleatória localmente finita de valor não-negativo. Processos Cox pontuais exibem uma espécie de agrupamento de pontos, o que pode ser mostrado matematicamente para serem maior do que os dos processos de Poisson. A generalidade e rastreabilidade dos processos Cox resultam em que sejam utilizados como modelos em áreas como estatística espacial.

### Processo de ponto de Poisson marcado
Para um dado processo de ponto, cada ponto aleatório de um processo de ponto pode ter um objeto matemático aleatório, conhecido como uma espécie de "marca" que é a ele atribuída. Tais marcas podem ser tão diversas como inteiros, números reais, linhas, objetos geométricos ou outros processos de ponto. Um par que consiste de um dos pontos de um processo de ponto e a sua marca correspondente é chamado um ponto marcado, e todos os pontos marcados formam um processo de ponto marcado. Supõe-se frequentemente que as marcas aleatórias são independentes umas das outras e identicamente distribuídas, o que torna o processo mais fácil de trabalhar. No entanto, o sinal de um ponto pode ainda depender da localização do seu ponto correspondente no espaço subjacente (estado). Se o processo de ponto subjacente for um processo de Poisson, então o que se tem é um processo de Poisson marcado.

#### Teorema de marcação
Se um ponto processo geral é definido em algum espaço matemático e as marcas aleatórias são definidas em outro espaço matemático, então o processo de ponto marcado é definido no produto cartesiano desses dois espaços. Para um processo de Poisson marcado com marcas independentes e identicamente distribuídas, o teorema de marcação afirma que esse processo de ponto marcado é também um processo de ponto de Poisson (não-marcado) definido no produto cartesiano acima e mencionado dos espaços matemáticos, o que não é verdadeiro para os processos de modo geral.

### Processo de Poisson composto
O processo de ponto de Poisson composto é formado pela soma dos valores aleatórios ou pelo pesos para cada ponto do processo de ponto de Poisson definido em algum espaço de estado subjacente, de modo que o processo é construído a partir de um processo de Poisson marcado, no qual as marcas formam um coleção de variáveis aleatórias independentes e identicamente distribuídas de valores não-negativos. Em outras palavras, para cada ponto do processo de Poisson original, existe uma variável aleatória de valor não-negativo independente e identicamente distribuída, e o processo de Poisson composto é então formado a partir da soma de todas as variáveis aleatórias correspondentes aos pontos do processo de Poisson localizado numa região do espaço matemático subjacente.
Se houver um processo de Poisson marcado que é formado a partir de um processo de Poisson {\displaystyle \textstyle N} (definido em, por exemplo, {\displaystyle \textstyle {\textbf {R}}^{d}}) e uma coleção de marcas de valor não-negativo que são independentes e identicamente distribuídas {\displaystyle \textstyle \{M_{i}\}} de tal modo que para cada ponto {\displaystyle \textstyle x_{i}} de um processo de Poisson {\displaystyle \textstyle N}, então não é uma variável aleatória de valor não-negativo {\displaystyle \textstyle M_{i}}. O processo de Poisson composto resultante é então:
{\displaystyle C(B)=\sum _{i=1}^{N(B)}M_{i},}
no qual {\displaystyle \textstyle B\subset {\textbf {R}}^{d}} é um conjunto Borel mensurável. Se a coleção de variáveis aleatórias ou marcas {\displaystyle \textstyle \{M_{i}\}} são variáveis aleatórias com valor de número inteiro não-negativo, então o processo resultante é chamado de Processo de Poisson composto de contagem.
Para variáveis aleatórias gerais, se o processo de Poisson composto for formado a partir de um processo de ponto Ponto homogêneo definido na linha real, geralmente representando o tempo, então o processo de Poisson composto resultante é um exemplo de um Processo Lévy.

## Leituras adicionais

### Livros
- Cox, D. R.; Isham, V. I. (1980). Point Processes. [S.l.]: Chapman & Hall. ISBN 0-412-21910-7
- Daley, Daryl J.; Vere-Jones, David (2003). An Introduction to the Theory of Point Processes: Volume I: Elementary Theory and Methods. [S.l.]: Springer. ISBN 1475781091
- Daley, Daryl J.; Vere-Jones, David (2007). An Introduction to the Theory of Point Processes: Volume II: General Theory and Structure. [S.l.]: Springer. ISBN 0387213376
- Kingman, John Frank (1992). Poisson processes. [S.l.]: Claredon Press. ISBN 978-0198536932
- Moller, Jesper; Waagepetersen, Rasmus P. (2003). Statistical Inference and Simulation for Spatial Point Processes. [S.l.]: CRC Press. ISBN 1584882654
- Ross, S. M. (1996). Stochastic Processes. [S.l.]: Wiley. ISBN 978-0-471-12062-9
- Snyder, D. L.; Miller, M. I. (1991). Random Point Processes in Time and Space. [S.l.]: Springer-Verlag. ISBN 0-387-97577-2
- Stoyan, Dietrich; Kendall, Wilfred S.; Mecke, Joseph (1995). Stochastic geometry and its applications. [S.l.]: Wiley. ISBN 0471950998
- Streit, Streit (2010). Poisson Point Processes: Imaging, Tracking, and Sensing. [S.l.]: Springer Science& Business Media. ISBN 1441969225
- Tijms, Henk C. (2003). A First Course in Stochastic Models. [S.l.]: Wiley. ISBN 0471498807

### Artigos
- Stirzaker, David (2000). «Advice to hedgehogs, or, constants can vary». The Mathematical Gazette
- Guttorp, Peter; Thorarinsdottir, Thordis L. (2012). «What happened to discrete chaos, the Quenouille process, and the sharp Markov property? Some history of stochastic point processes». International Statistical Review